# Cantón de Niederbronn-les-Bains
El cantón de Niederbronn-les-Bains era una división administrativa francesa, que estaba situada en el departamento de Bajo Rin y la región de Alsacia.

## Composición
El cantón estaba formado por diecinueve comunas:
- Bitschhoffen
- Dambach
- Engwiller
- Gumbrechtshoffen
- Gundershoffen
- Kindwiller
- La Walck
- Mertzwiller
- Mietesheim
- Niederbronn-les-Bains
- Oberbronn
- Offwiller
- Reichshoffen
- Rothbach
- Uberach
- Uhrwiller
- Uttenhoffen
- Windstein
- Zinswiller

## Supresión del cantón de Niederbronn-les-Bains
En aplicación del Decreto n.º 2014-185 de 18 de febrero de 2014, el cantón de Niederbronn-les-Bains fue suprimido el 22 de marzo de 2015 y sus 19 comunas pasaron a formar parte del nuevo cantón de Reichshoffen.